# Maureen Stapleton
Lois Maureen Stapleton (Troy (New York), 21 juni 1925 - Lenox (Massachusetts), 13 maart 2006) was een Amerikaanse actrice. Ze was zowel actief op het toneel als in de film. Toen ze in 1982 voor de vierde keer werd genomineerd voor een Academy Award won ze het beeldje ook daadwerkelijk, dankzij haar bijrol in Reds. Stapleton schreef daarnaast onder meer een BAFTA Award (voor Reds), een Emmy Award (voor Among the Paths to Eden) en een Golden Globe (voor Airport) op haar naam.
Stapleton was afkomstig uit een katholieke familie van Ierse afkomst. Na haar middelbareschooltijd begon ze met acteren in het theater en al vrij snel werd ze gewaardeerd voor haar drama alsook voor haar optreden in komedies.
Ze was twee keer getrouwd. De eerste maal van 1949 tot 1959 met Max Allentuck en de tweede keer van 1963 tot 1966 met David Rayfiel. Uit haar eerste huwelijk had ze twee kinderen: zoon Daniel V. Allentuck en dochter Katherine Allentuck.
Stapleton leed aan de longziekte COPD waaraan ze uiteindelijk op een leeftijd van bijna 81 jaar thuis overleed.

## Toneel
In 1946 maakte ze haar debuut op Broadway. In 1951 won ze een Tony Award voor een rol in The Rose Tattoo, een stuk van de Amerikaanse toneelschrijver Tennessee Williams. Ze speelde daarna in nog meer stukken van deze schrijver. In 1971 kreeg ze een Tony Award voor haar optreden in The Gingerbread Lady van Neil Simon, eveneens een Amerikaanse schrijver van toneelstukken.

## Film
In 1958 debuteerde ze ook op het witte doek, waar ze direct succes had. Haar debuutfilm Lonelyhearts leverde haar een nominatie op voor de Academy Award voor Beste Vrouwelijke Bijrol. In 1970 werd ze opnieuw genomineerd, nu voor Airport, gevolgd door een nominatie in 1978 voor Interiors. In 1981 won zij uiteindelijk dan toch een Oscar voor haar rol in Reds.

In de laatstgenoemde rolprent van de Amerikaanse regisseur Warren Beatty speelde ze Emma Goldman, een bekende Amerikaanse revolutionaire uit de Russische en Spaanse Burgeroorlog. Zij beëindigde haar dankwoord tijdens de Oscar-uitreiking met "I would like to thank everyone I've ever met." (vertaling: 'Ik zou graag iedereen willen bedanken die ik ooit heb ontmoet').
Maureen Stapleton moet niet worden verward met de Amerikaanse actrice Jean Stapleton; ze zijn geen familie van elkaar.

## Filmografie
*Exclusief televisiefilms
- Living and Dining (2003)
- Wilbur Falls (1998)
- Addicted to Love (1997)
- My Universe Inside Out (1996, stem)
- Trading Mom (1994)
- The Last Good Time (1994)
- Passed Away (1992)
- Cocoon: The Return (1988)
- Doin' Time on Planet Earth (1988)
- Nuts (1987)
- Made in Heaven (1987)
- Sweet Lorraine (1987)
- Heartburn (1986)
- The Cosmic Eye (1986, stem)
- The Money Pit (1986)
- Cocoon (1985)
- Johnny Dangerously (1984)
- Reds (1981)
- The Fan (1981)
- On the Right Track (1981)
- The Runner Stumbles (1979)
- Lost and Found (1979)
- Interiors (1978)
- Voyage to Next (1974, stem)
- Dig (1972)
- Plaza Suite (1971)
- Summer of '42 (1971, stem)
- Airport (1970)
- Trilogy (1969)
- Bye Bye Birdie (1963)
- Vu du pont (1962)
- The Fugitive Kind (1960)
- Lonelyhearts (1958)